# Tutto ciò che ho
Tutto ciò che ho è un singolo del gruppo musicale italiano Club Dogo, pubblicato il 19 ottobre 2012 come quinto estratto dal sesto album in studio Noi siamo il club.

## Descrizione
Undicesima traccia dell'album, Tutto ciò che ho ha visto la partecipazione vocale del cantautore italiano Il Cile. Del brano esiste anche una seconda parte, caratterizzata da un arrangiamento differente e contenuta nell'edizione speciale dell'album di Il Cile Siamo morti a vent'anni.

## Video musicale
Il videoclip, diretto da Gianluca "Calu" Montesano, è stato pubblicato anch'esso il 19 ottobre 2012 attraverso il canale YouTube del gruppo. Ambientato nei pressi di una scuola, nel video sono presenti Don Joe e Il Cile, che interpretano il ritornello, e due ragazzi che mimano le strofe originariamente interpretate da Gué Pequeno e Jake La Furia.

## Classifiche
| Classifica (2012) | Posizione massima |
| ----------------- | ----------------- |
| Italia            | 63                |